# Marden Henge
Marden Henge, anche noto come Hatfield Earthworks, è un tumulo artificiale preistorico nel territorio di Marden, parrocchia civile della contea del Wiltshire nella parte settentrionale della pianura di Salisbury nel Sud Ovest dell'Inghilterra, Regno Unito.

## Storia

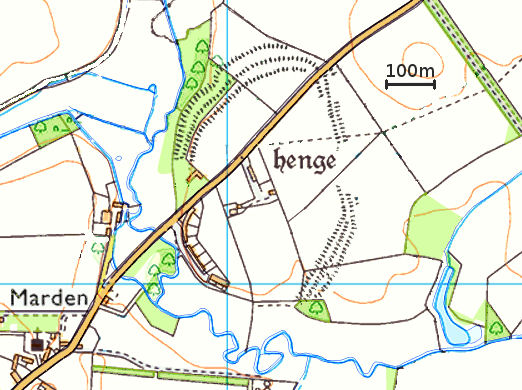
Mappa di Marden Henge

L'henge esterno fu costruito nel tardo Neolitico, intorno al XXIV secolo a.C. Il tumulo fu scoperto ed esplorato dall'archeologo Sir Richard Colt Hoare e da William Cunnington nel 1807. Questi rimasero delusi nel non trovare prove di sepolture, inoltre il tumulo, apparentemente costruito principalmente di sabbia, crollò durante lo scavo. Questi tumuli monumentali, di cui Silbury Hill è l'esempio più noto, sono eccezionalmente rari e sembrano aver avuto una funzione cerimoniale. Non furono effettuati ulteriori scavi fino alla fine degli anni sessanta, quando fu Geoffrey Wainwright a realizzare scavi sopra l'ingresso nord del recinto. Lo scavo permise di recuperare una grande quantità di ceramiche del tardo Neolitico, selce e ossa di animali, inoltre venne rinvenuta la sepoltura accovacciata di una giovane donna adulta. Prove di ulteriore attività neolitica furono scoperte anche all'interno del recinto, tra cui una struttura in legno rotondo. Quest'area archeologica rientra in un piccolo numero di aree simili in Inghilterra sembra essere stata utilizzata per attività cerimoniali e rituali durante il tardo Neolitico. In questo periodo furono investiti grandi sforzi nella costruzione di consistenti terrapieni di forma variabile. Le valli fluviali del Wessex contengono diversi di questi focolai rituali, e quello di Marden nella valle del fiume Avonun ne è un esempio.

## Descrizione

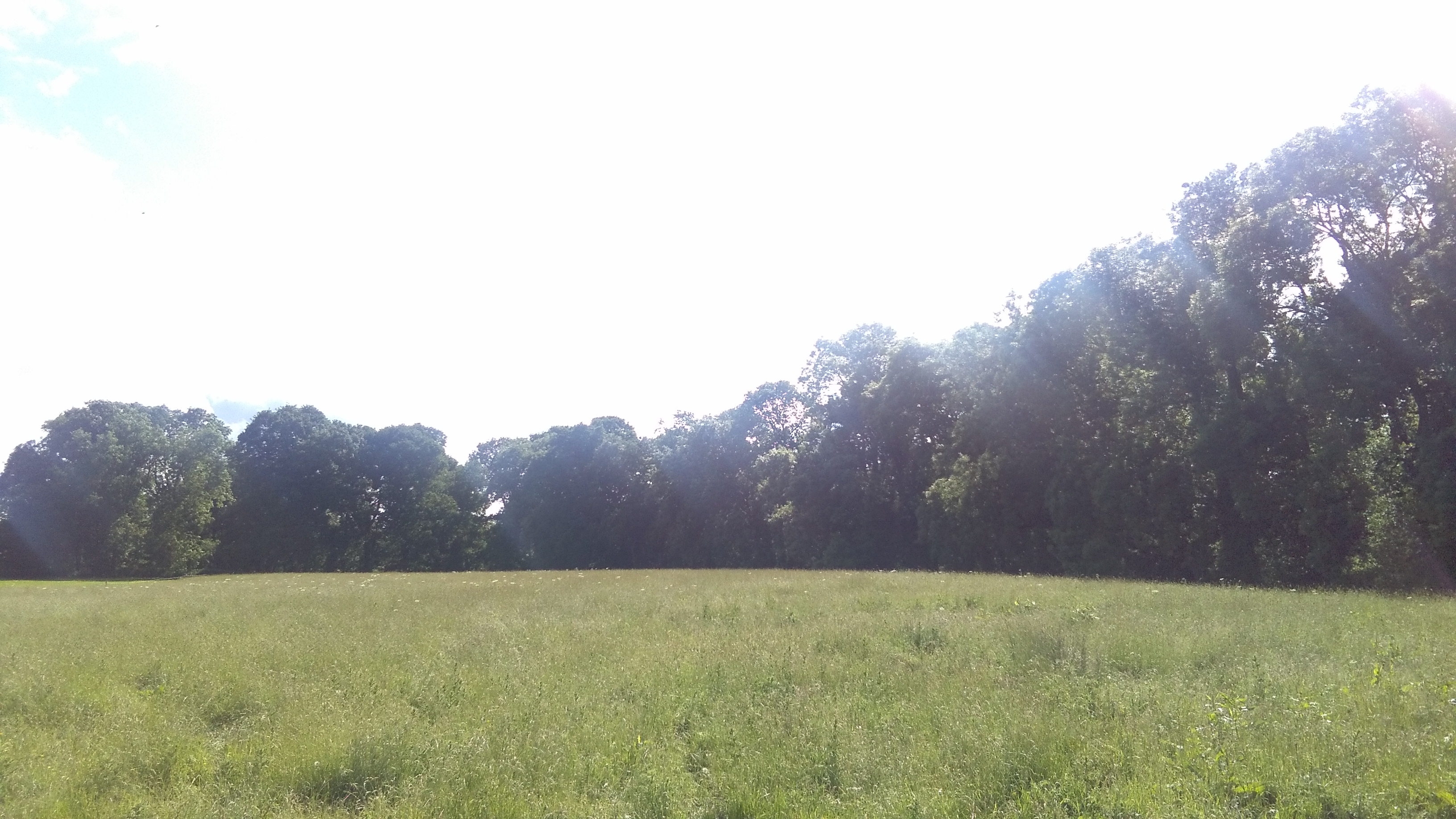
Territorio dove si trova Marden Henge in un'immagine del 2016

Il sito, dall'11 marzo 1996, è sotto la protezione dell'English Heritage, anche se solo in una sua parte del recinto. Dall'area interessata si può avere una bella vista sull'Alton Barnes White Horse. Gli Hatfield Earthworks sono costituiti principalmente da un ampio recinto di henge di forma irregolare, circondato da un fossato e delimitato in parte dal fiume Avon. Al suo interno si trovano un secondo henge neolitico e un tumulo monumentale. Aveva una funzione cerimoniale, come la vicina Silbury Hill. I recinti avevano due ingressi, sui lati nord e est, ma gli effetti di secoli di erosione e coltivazione hanno reso difficile poterli individuare chiaramente. I terrapieni sembrano essere stati costruiti in sezioni corte e dritte e il profilo del fossato e della riva varia notevolmente. Nella sezione meglio conservata, all'interno del bosco, la riva è larga fino a 40 metri e alta quasi 3 metri. All'interno del recinto, vicino al fiume, c'è un terrapieno più piccolo costituito da un'area circolare delicatamente a cupola di 40 metri di diametro, circondata da un fossato largo circa 8 metri e, oltre a questo, una riva bassa larga 10-12 metri.
Immediatamente all'interno dell'entrata orientale si trova l'Hatfield Barrow, che un tempo era un immenso tumulo monumentale che, si diceva, aveva un diametro di oltre 70 metri e un'altezza di oltre 9 metri. Il fossato da cui è stato estratto il materiale per costruire il tumulo è stato in seguito interrato ed è stato scoperto da un'indagine geofisica con rilievi anche dall'alto. Poiché il monumento è situato vicino alla sorgente del fiume, è stato ipotizzato che potrebbe esserci stata una comunicazione tra Hatfield e il grande henge di Durrington Walls. Il profilo del fossato e della sponda varia notevolmente, essendo stato alterato sia dall'erosione naturale sia, in alcuni punti, dagli effetti della coltivazione. Gli scavi effettuati da Wainwright nel 1966-1967 hanno dimostrato che l'ingresso settentrionale del recinto dell'henge era definito da un varco nella riva e dal fossato. I varchi nella riva e nel fossato all'ingresso orientale sono stati rivelati da indagini geofisiche e da trivellazioni. Gli scavi hanno confermato che il recinto dell'henge fu costruito nel tardo periodo neolitico e hanno anche rivelato buche per pali e altri resti di insediamenti che giacevano immediatamente all'interno dell'entrata settentrionale. Le buche per pali sono state interpretate come i resti di un edificio circolare in legno. All'interno del recinto dell'henge, sul lato meridionale e vicino al fiume, si trova un piccolo henge di terrapieno. Parte del monumento è sotto la cura del Segretario di Stato. Sono esclusi dalla programmazione tutte le strade, le recinzioni, gli edifici, i sentieri, gli stagni, le aree di sosta dura, gli abbeveratoi e i pali per i cavi aerei, sebbene il terreno sottostante a tutte queste caratteristiche sia incluso.
Solo quattro recinti di henge sono stati identificati con certezza nel territorio britannico, tre nel Wiltshire e uno nel Dorset. Si distinguono dai più comuni, ma comunque rari, henge per le loro dimensioni e per l'evidenza di livelli più elevati di attività al loro interno. Tutti gli esempi noti si trovano in posizioni basse, su dolci pendii collinari o con vista sui corsi d'acqua. Si presentano come esempi isolati ma in genere contengono o giacciono adiacenti o su henge. La spaziatura tra i quattro recinti di henge è così regolare da suggerire che ognuno potrebbe aver costituito il fulcro di un particolare tratto di territorio. L'Hatfield Earthwork è un esempio ben conservato di questa classe di monumenti, con la maggior parte del recinto definito da riconoscibili terrapieni. La definizione del quarto lato del recinto da parte di un corso d'acqua è una caratteristica unica di questo sito. Indagini limitate del fossato e di parte dell'interno del recinto hanno fornito una solida indicazione della data di costruzione e utilizzo e hanno dimostrato che il sito contiene depositi sepolti ben conservati. L'henge e i resti del tumulo monumentale che si trovano all'interno dell'Hatfield Earthwork sono esempi di siti rituali o cerimoniali di data ampiamente simile al recinto dell'henge. Si tratta di siti di eccezionale rarità e, dei quattro esempi noti, solo Silbury Hill è stato esaminato in dettaglio. Qui è stata confermata una datazione tardo neolitica e la mancanza di prove di sepoltura ha portato a suggerire una funzione ampiamente cerimoniale per questa classe di siti. Questa interpretazione sembrerebbe essere supportata dalla comune associazione di tumuli monumentali con henge e recinti di henge. L'Hatfield Barrow, nonostante episodi di distruzione che hanno livellato il tumulo, può ancora contenere depositi archeologici ben conservati. I tre siti inclusi nel monumento sono tutti esempi dei pochi tipi di sito che caratterizzano il tardo periodo neolitico. A causa della loro rarità, questi siti sono individualmente considerati di importanza nazionale. Insieme formano un complesso di grande valore paesaggistico, i cui elementi coi loro resti archeologici forniranno informazioni sulle cerimonie neolitiche, l'organizzazione sociale, l'economia e l'ambiente.